# Felip Antoni de Borbó
Felip Antoni Pasqual de Borbó i de Saxònia (Portici, 13 de juny de 1747 – Nàpols, 17 de setembre de 1777) va ser un príncep de Nàpols i de Sicília, així com infant d'Espanya, primer fill mascle de Carles III d'Espanya. Va ser apartat de la successió a les corones espanyola, napolitana i siciliana a causa de la seva discapacitat intel·lectual i va viure tota la seva vida internat al Palau Reial de Caserta.

## Orígens
Va néixer a Portici el 13 de juny de 1747. Primer fill mascle de Carles VII de Nàpols i V de Sicília —el futur Carles III d'Espanya— i de la princesa Maria Amàlia de Saxònia. El seu naixement va ser molt celebrat al regne, després del naixement de cinc filles.

## Discapacitat intel·lectual
Quan va néixer es va dir que era un nen robust i ben format, i el seu oncle, el rei Ferran VI d'Espanya, va atorgar-li el rang d'infant d'Espanya amb una renda anual de 40.000 duros. Tant el rei com la seva muller, Bàrbara de Bragança, el van apadrinar i van enviar en representació al duc de Medinaceli a la celebració. Tanmateix, ben aviat Felip Antoni va començar a donar senyals de mala salut, tenia el cap molt gran, patia d'estrabisme i va mostrar signes d'una notable discapacitat intel·lectual. A més, patia de crisis epilèptiques i mai va arribar a parlar. Hom va atribuir aquesta situació per la llet que havia rebut de les seves nodrisses. Per aquesta raó, l'agost de 1759, quan Carles III va accedir al tron espanyol, va ser apartat de la successió a les corones d'Espanya, Nàpols i Sicília. Així, el segon en la successió, Carles, va esdevenir príncep d'Astúries, i el tercer, Ferran, va esdevenir hereu dels regnes italians.

## Reclusió a Caserta
A Felip se li va concedir el títol de duc de Calàbria a perpetuïtat i va ser internat al Palau Reial de Caserta, allunyat de la cort napolitana, i encomanat al marquès de Tanucci. Al llarg de la seva vida va ser tractat amb la distinció lligada al seu rang, i va estar a cura de camarlencs i vigilants que evitaven els excessos als quals era procliu, especialment el van mantenir allunyat del sexe, perquè de vegades agafava impetuosament les dames de la cort pels passadissos de palau. En tot cas, es diu que també va ser amant de la música, i a palau disposava de diversos músics i cantants.

## Mort
A començaments de setembre de 1777 va posar-se malalt per unes febres que van derivar en verola, que li va provocar la mort el dia 17. A la seva mort, l'abat Galiani va escriure: «va ser realment considerada un esdeveniment afortunat a causa de la seva condició d'imbècil incurable». Va ser enterrat a la basílica de Santa Clara, necròpolis dels reis de Nàpols i de Sicília.